# Pexopsis garambana
Pexopsis garambana là một loài ruồi trong họ Tachinidae.